# 曹炯芳
曹炯芳（1964年5月—），湖南澧县人，湘潭大学毕业，中华人民共和国政治人物。

## 生平
1964年5月，曹炯芳出生在湖南省澧县。恢复高考后的1981年，曹炯芳考入湘潭大学哲学系马克思主义哲学专业，1988年研究生毕业后分配至中共湖南省委宣传部《学习导报》编辑。1992年5月加入中国共产党。1992年8月调入中共湖南省委办公厅综合调研室工作，1999年8月转入秘书处。
2004年2月，曹炯芳下调到湘潭市，出任中共湘潭市委常委、秘书长。2006年9月出任组织部部长。
2010年9月，曹炯芳调回长沙市，出任湖南省人民政府办公厅党组成员、省人民政府研究室副主任，2012年4月升任主任，2013年3月兼任湖南省人民政府副秘书长、办公厅党组成员，同年5月转任省委政研室主任。
2016年3月，曹炯芳再度调到湘潭市，出任中共湘潭市委书记、长株潭“两型社会”试验区工委副书记，4月兼任湘潭市人大常委会主任。
2021年7月，曹炯芳调回长沙市，出任湖南省人民代表大会常务委员会党组成员、副秘书长，机关党组书记，2022年1月升任秘书长。

### 落马
2022年3月3日，曹炯芳涉嫌严重违纪违法，接受湖南省纪委监委纪律审查和监察调查。2022年11月被开除党籍和公职。
2023年1月28日晚间湖南卫视播放的《忠诚与背叛》披露曹炯芳在湘潭市委书记期间涉嫌受贿、多项违反党纪等细节，并涉嫌受贿2495万余元。曹炯芳在任内不顾湘潭市财政情况，大搞形象工程，甘于被商人和政治掮客围猎。曹炯芳在任内违规新增举债435亿元债务，所铺排的项目也因财政问题形成33个烂尾工程。
2024年6月3日，湖南省长沙市中级人民法院宣布曹炯芳因受贿、滥用职权二罪并罚被判处有期徒刑十三年，并处罚金二百万元，因其未上诉，全案定谳。